# Nederlands taalgebied

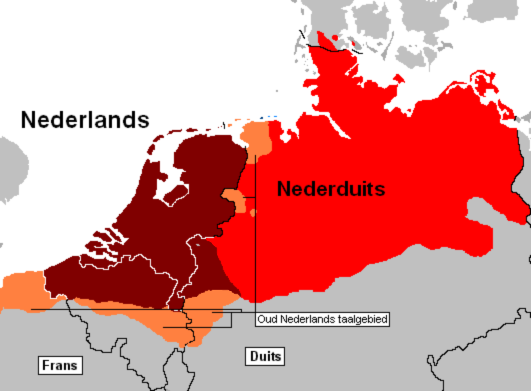
Het Nederlands taalgebied in Europa met in rood het Nedersaksisch taalgebied in Duitsland. In de oranje gebieden in Oost-Friesland en Bentheim was het Nederlands de cultuurtaal tot de 19e eeuw

Met het Nederlandse taalgebied wordt het gebied bedoeld, waar mensen in het dagelijks leven gebruikmaken van het Nederlands of een op basis van het Nederlands gecreoliseerde taal. De taal moet dan als moedertaal of als dagelijkse omgangstaal functioneren.

## Taalgebied
Het Nederlands of zijn creoolse varianten worden tegenwoordig als moedertaal gesproken in delen van Afrika, Europa en Noord- en Zuid-Amerika. Europa is verreweg het belangrijkste vanwege het feit dat meer dan de helft van alle moedertaalsprekers er woont.

## Hoofdtaal (Nederlands)
Het exacte aantal Nederlandstaligen is onbekend. Verschillende bronnen noemen verschillende cijfers. De Taalunie stelt dat er "ongeveer 24 miljoen Nederlandstaligen" zijn. "Ongeveer 17 miljoen van hen wonen in Nederland, 6,5 miljoen in België, en 400.000 in Suriname." Volgens een website van de Nederlandse overheid zijn er 23 miljoen sprekers. Deze cijfers gaan nog voorbij aan het feit dat er in Noord-Frankrijk ongeveer 80.000 mensen een West-Vlaams dialect spreken. Het gaat hierbij om sprekers die Nederlands als moedertaal hebben: er zijn geen cijfers over het aantal mensen dat Nederlands als tweede of verdere taal spreekt.

#### Officieel en moedertaal
Het Nederlands wordt gebruikt als officiële landstaal in:
- België:
  -  Brussel, officieel drietalig (Nederlands, Frans en Duits)
  -  Vlaanderen, het Nederlandse taalgebied in België in de strikte zin
  - Brussels Hoofdstedelijk Gewest, tweetalig gebied, samen met het Frans
  -  Wallonië, alleen officieel erkend in de Waalse faciliteitengemeenten
- Koninkrijk der Nederlanden:
  -  Aruba
  -  Curaçao
  -  Nederland (incl. Saba, Bonaire en Sint Eustatius)
  -  Sint Maarten
- Suriname

Verder wordt het Nederlands gesproken in:
- Duitsland, alleen de regio Nederrijn
- Frankrijk, in de regio Frans-Vlaanderen
- Indonesië, als bronnentaal, officiële bestuurstaal en algemene omgangstaal van Indische Nederlanders en, vaak in Nederland, hoger opgeleide Indonesiërs. De eerste groep vertrok vóór 1955 naar Nederland, van de tweede groep is alleen de oudste, nu vrijwel uitgestorven, generatie nog Nederlandstalig.

Als cultuurtaal was het Nederlands in gebruik in:
- vanaf de Reformatie tot in de jaren tachtig van de 19de eeuw in de westelijke gemeenten van Oost-Friesland (Ostfriesland) en in de Graafschap Bentheim (Grafschaft Bentheim), waar de bevolking vanouds tot de Hervormde Kerk behoort; in afgescheiden Oudgereformeerde Gemeenten werd daar zelfs nog tot in de jaren zeventig van de 20ste eeuw in het Nederlands gesproken.

- in het graafschap Lingen tot het midden van de 19de eeuw
- in het hertogdom Kleef (Kleve) tot in de jaren zeventig van de 19de eeuw
- Nederlands-Indië (na 1945 Indonesië)
- Zuid-Afrika, grondwettelijk tot 1961; tot 1984 grondwettelijk gelijkgesteld aan het Afrikaans
- Zuidwest-Afrika

#### Immigrantentaal
Andere gebieden waar Nederlands wordt gesproken door economische belangen of door grote aantallen immigranten zijn:
- Australië
- Canada
- Frans-Guyana, waaronder Nederlandssprekende Surinamers
- Nieuw-Zeeland
- Verenigde Staten
- Zuid-Afrika; hier woont een grote groep Nederlanders en Vlamingen, niet te verwarren met de Afrikaners en Boeren

## Hoofdtaal (Afrikaans)
Het Afrikaans is een creooltaal die geldt als dochtertaal van het Nederlands en een zelfstandige status heeft gekregen. Zodoende functioneert het in Namibië en Zuid-Afrika als onafhankelijke taal. Aan het einde van de 19de eeuw werd daar het Nederlands als cultuurtaal ingewisseld voor de eigen Zuid-Afrikaanse variant, die zich sindsdien heeft verzelfstandigd en naast het Engels de officiële taal werd. De spelling van het Afrikaans is nog altijd gebaseerd op de Algemeen Vereenvoudigde Spelling van Kollewijn.
Omdat het apartheidsregime tussen 1961 en 1994 gedomineerd werd door de 'Afrikaanders', kreeg hun taal een slechte naam. Na opheffing van de apartheid werd ze als officiële taal onttroond en geboycot. Omdat een talrijke zogenaamde 'kleurlingen'bevolking in de Kaapprovincie Afrikaans in een eigen vorm spreekt, heeft deze boycot uiteindelijk niet tot een verbod geleid. De positie van de taal is wel verzwakt, mede doordat een deel van de Afrikaanders is geëmigreerd.
Er zijn wereldwijd ongeveer 17 miljoen Afrikaanstaligen. Dit aantal kan als volgt worden berekend: ruim 7 miljoen moedertaalsprekers in Zuid-Afrika (census 2011); naar schatting ongeveer 300.000 moedertaalsprekers in Namibië, en naar schatting 9.500.000 mensen in Zuid-Afrika en Namibië, die Afrikaans als tweede of derde taal spreken. In Namibië vervult het Afrikaans de rol van lingua franca. Het aantal moedertaalsprekers van het Afrikaans ligt dus aanzienlijk lager dan het aantal mensen dat Afrikaans als tweede of derde taal beheerst.

#### Officieel en moedertaal
Het Afrikaans werd in 1925 erkend als onafhankelijke taal, daarvoor werd het beschouwd als enkel een dialect of creoolse variant van het Nederlands. Echter, door de Zuid-Afrikaanse grondwet werden Afrikaans en Nederlands tot 1984 nog als synoniemen bestempeld. Als officiële taal wordt het gebruikt in:
- Namibië, als erkende regiotaal
- Zuid-Afrika, als een van de twaalf officiële talen van het land

Verder wordt Afrikaans ook gesproken door kleine gemeenschappen in andere landen:
- Botswana
- Lesotho
- Malawi
- Swaziland
- Zimbabwe

#### Immigrantentaal
Na de afschaffing van de apartheid zijn veel Afrikaners verhuisd naar andere landen. Daardoor wordt het Afrikaans als immigrantentaal gesproken in:
- Australië
- België
- Canada
- Nederland
- Nieuw-Zeeland
- Verenigd Koninkrijk
- Verenigde Staten

## Overige creoolse talen
Nederlandse creoolse talen werden gesproken in voormalige Nederlandse koloniën en handelsvestigingen en door vóór 1900 gevestigde immigrantengroepen. Nu zijn ze vrijwel uitgestorven. Er zijn nog maar een handjevol sprekers verspreid over de wereld, bijvoorbeeld in Guyana, Indonesië, de Verenigde Staten, Brazilië en op Puerto Rico, en vroeger ook op de Maagdeneilanden en Sri Lanka (Ceylon).

## Grootste gemeenschappen in het taalgebied

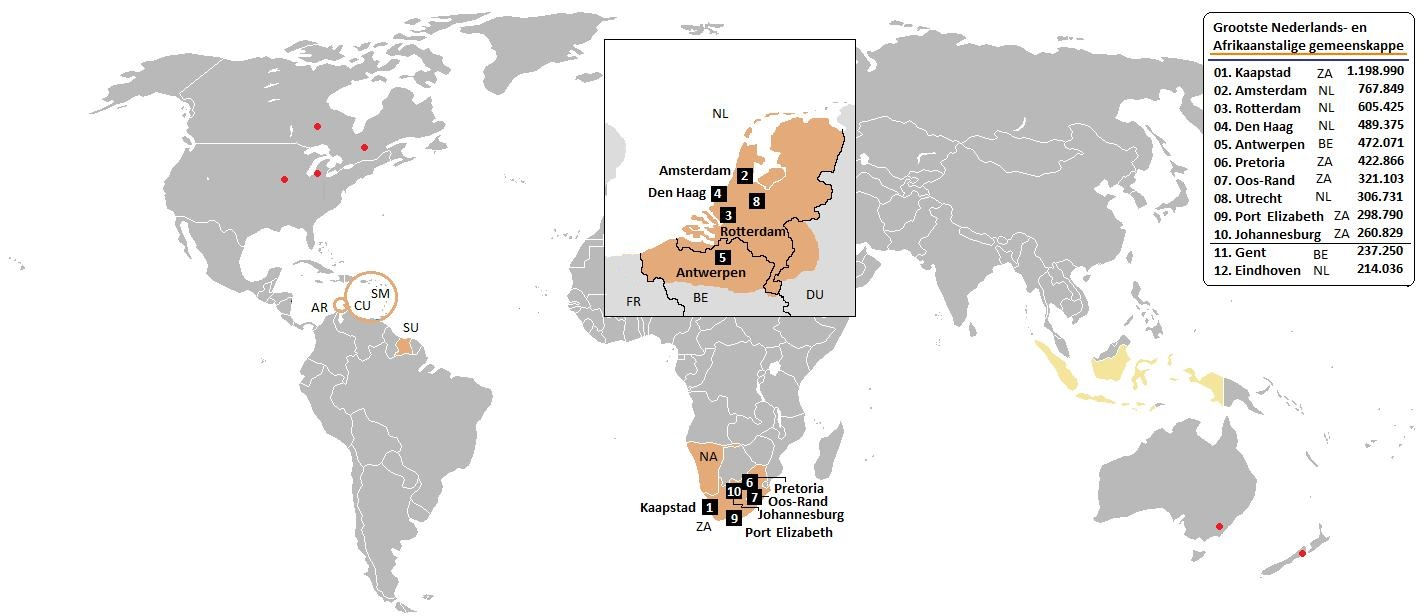
De grootste Nederlands- en Afrikaanstalige steden wereldwijd.

In het Nederlands taalgebied liggen de tien grootste gemeenschappen verspreid over België, Nederland en Zuid-Afrika. Hoewel een groot deel van de Afrikaans- en Nederlandstalige gemeenschap in Nederland woont, te weten ongeveer 17 miljoen sprekers, ligt de grootste stad, wat betreft het aantal Afrikaans of Nederlands sprekenden, in Zuid-Afrika. Kaapstad heeft met bijna 1,2 miljoen Afrikaanstaligen de grootste stedelijke gemeenschap van het taalgebied binnen haar grenzen. Deze stad wordt gevolgd door de drie grootste steden in Nederland: Amsterdam, Rotterdam en Den Haag. Antwerpen sluit met ongeveer 470.000 Nederlandstaligen de top vijf van grootste gemeenschappen in het Nederlands taalgebied. In de grootste metropool van de Lage Landen, Brussel, werd het Nederlands, waar rond 1850 nog de meerderheid van de bevolking een Brabants dialect sprak, tijdens de intensief voortgaande verfransing van Brussel sinds de Eerste Wereldoorlog teruggedrongen tot de taal van een kleine minderheid.
De gemeenschappen in Aruba, Curaçao, Namibië, Sint Maarten en Suriname vormen te kleine gemeenschappen om in de top van de lijst voor te komen.